# 河原崎権十郎 (4代目)
四代目 河原崎 権十郎（かわらさき ごんじゅうろう、1954年（昭和29年）2月6日  - ）は、俳優、歌舞伎役者。屋号は山崎屋。定紋は八ツ花菱に二ツ巴、替紋は菱宝結び。歌舞伎名跡「河原崎権十郎」の当代。前名の坂東 正之助（ばんどう しょうのすけ）としても知られる。本名は坂東 正邦（ばんどう まさくに）。元妻は女優の藤吉久美子。

## 人物
東京都出身。専修大学文学部国文学科卒業。
正之助時代にはテレビドラマ・映画に出演し、『白い巨塔』（1978年、フジテレビ）の江川達郎医師や連続テレビ小説『よーいドン』で人気を博した。
近年では父・十七代目市村羽左衛門の芸風を受け継ぎ、立役・敵役として菊五郎劇団においても活躍している。

## 来歴
- 1954年2月6日 - 十七代目市村羽左衛門の三男として生まれる。
- 1960年9月 - 明治座『土蜘』の石神で初お目見得。
- 1961年6月6日 - 歌舞伎座の六代目尾上菊五郎十三回忌追善興行の口上で坂東正之助を名のり初舞台。
- 1979年 - 重要無形文化財（総合認定）に認定され、伝統歌舞伎保存会会員となる[2]。
- 1987年 - 藤吉久美子と結婚（1992年離婚）。
- 1989年 - 『双蝶々曲輪日記』放駒長吉ほかで名題に昇進。
- 2003年5月 - 歌舞伎座『極付幡随長兵衛』の水野十郎左衛門ほかで四代目河原崎権十郎を襲名。

## 出演作品

### テレビ
- NHK
  - 『明治の群像』
  - 『よーいドン』
  - 『花神』 - 毛利元徳役
  - 『おんな太閤記』 - 大野治長役
  - 『武蔵坊弁慶』 - 藤原忠衡役
- 日本テレビ
  - 『長七郎江戸日記』
    - 第1シリーズ 第6話「風流敵討ち狂言」 - 霧浪萬次郎役
    - 第1シリーズ 第112話「お嬢様、どこに!?」 - 伊助役

  - 『新五捕物帳』 第75話「女心みれん花」
- TBS
  - 『お菓子放浪記』
  - 『おんなの家』
  - 『夫婦とは』
  - 『木下恵介・人間の歌シリーズ　お菓子放浪記』
  - 『Gメン'75』 
    - 第121話「パトロール警官と女性連続殺人の謎」 - 川崎信夫巡査役
    - 第154話「女刑事 初めての体験」 - 堀川一郎役
    - 第295話「午前6時の通り魔」- 草鹿警部補役
    - 第342話「ストッキング絞殺事件」

  - 『明日の刑事』第58話「クラスメートに気をつけろ!」 - 伊藤進役
  - 『わが母は聖母なりき』
- 毎日放送
  - 横溝正史シリーズII 『女王蜂』（1978年、三船プロ） ‐ 速水文彦役
  - 『不毛地帯』（1979年） - 石原慎二役
  - 『雪姫隠密道中記』 第8話「怨霊が住む城・広島」（1980年） - 浅野正治役
- フジテレビ
  - 『白い巨塔（1978年版）』 - 江川達郎役
  - 『銭形平次』 第871話「影」 - 仙次役
- テレビ朝日
  - 『ポーラ名作劇場　出発』
- 朝日放送
  - 『ザ・ハングマン』 第46話「熱血スッポン刑事」 - 栗田純平役

### 映画
- 九月の空（1978年）
- 黄金の犬（1979年）

## 家族
長兄に初代坂東楽善（八代目坂東彦三郎）、次兄に二代目市村萬次郎がいる。また、元妻は『よーいドン』で共演した女優の藤吉久美子。